# Déjà Vu (canción de Giorgio Moroder)
«Déjà Vu» es una canción realizada por el disc jockey y productor italiano Giorgio Moroder, con la colaboración de la cantante australiana Sia. Fue lanzada el 20 de abril de 2015, como el segundo sencillo del álbum de estudio de Moroder, Déjà Vu. Con este sencillo, Moroder consigue su tercer número uno en el  Hot Dance Club Songs de Billboard.

## Video musical
Está dirigido por Alexandra Dahlström y tuvo su estreno el 5 de mayo de 2015. En él, muestra a un muchacho (interpretado por Drew Lipson) que visita un hotel y en repetidas ocasiones se encuentra con múltiples imitadoras de Sia.

## Lista de canciones
| Descarga digital — sencillo |           |          |  |
| N.º                         | Título    | Duración |  |
| 1.                          | «Déjà Vu» | 3:23     |  |

| Descarga digital (Remixes) |                                      |          |  |
| N.º                        | Título                               | Duración |  |
| 1.                         | «Déjà Vu» (Thin White Duke Remix)    | 5:23     |  |
| 2.                         | «Déjà Vu» (Benny Benassi Club Remix) | 4:50     |  |
| 3.                         | «Déjà Vu» (Felix Jaehn Club Remix)   | 5:37     |  |
| 4.                         | «Déjà Vu» (Salute Remix)             | 3:42     |  |

## Posicionamiento en listas
| País           | Lista (2015)                | Mejor posición |
| -------------- | --------------------------- | -------------- |
| Escocia        | Scottish Singles Chart      | 93             |
| Estados Unidos | Hot Dance Club Songs        | 1              |
| Estados Unidos | Dance/Electronic Songs      | 25             |
| Francia        | SNEP Singles Chart          | 182            |
| Japón          | Japan Hot 100               | 35             |
| Reino Unido    | The Official Charts Company | 194            |

### Sucesión en listas
| Anterior: «This Feeling» de L'Tric | Hot Dance Club Songs — Sencillo número uno 1 de agosto de 2015 | Siguiente: «Honey, I'm Good» de Andy Grammer |

## Historial de lanzamientos
| País           | Fecha               | Formato                     | Etiqueta |
| -------------- | ------------------- | --------------------------- | -------- |
| Mundo          | 17 de abril de 2015 | Descarga digital            | RCA      |
| Estados Unidos | 19 de mayo de 2015  | Dance radio                 | RCA      |
| Mundo          | 19 de junio de 2015 | Descarga digital (Remix EP) | RCA      |